# ウィリアム・ビューロー・グールド

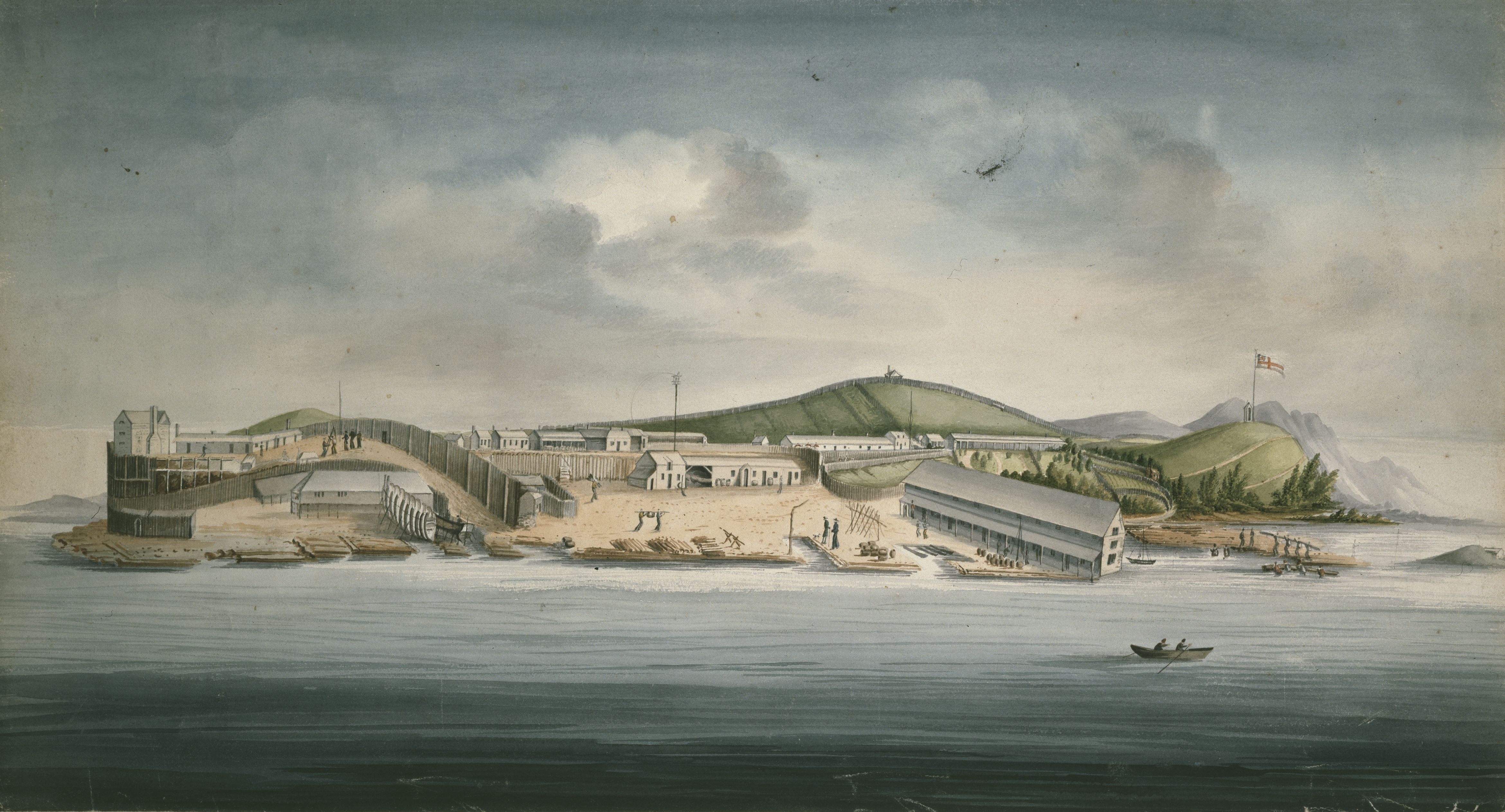
グールド(画) マクアリー港懲罰収容所

ウィリアム・ビューロー・グールド（William Buelow Gould、1801年 - 1853年12月11日）はイギリス生まれの画家である。犯罪を犯し1827年に7年間の流刑判決を受けてオーストラリアのタスマニアに送られ、収監中や釈放後に博物学者のために魚類の博物画などを描いた。最初の刑期終了後も貧困や飲酒の習慣から抜けられず、刑務所暮らしを繰り返し、タスマニアで亡くなった。
グールドの生涯をモデルに、2001年にオーストラリアの小説家、リチャード・フラナガンは「グールド魚類画帖」を執筆しこの小説は英連邦作家賞を受賞した。

## 略歴
リヴァプールでウィリアム・ホランドの名前で生まれ、20代の初めにウィリアム・ビューロー・グールドに改名した。イギリスでの経歴についてはあまり知られていないが、陶磁器会社Spodeや、美術出版の会社で働き、美術的な訓練を受けたとされている。1826年までには結婚して、2人の子供もいた。1626年11月に強盗の容疑で起訴され、7年間の国外流刑の判決を受けた。
囚人輸送船「Asia」で運ばれ、現在のタスマニアのホバートに1827年12月に到着した。レンガ工場で働かされるがタスマニアでの行動も悪く、窃盗や飲酒を繰り返し1829年には贋札を使ったとして3年間、留置所に収容されるが、留置所で反乱が起こった時、それを当局に連絡したことで、模範囚として待遇が改善され、外科医で博物学者のジェームズ・スコットの家で働くことになり、絵を描く才能を生かして水彩で野生植物の標本の図版を描く仕事をすることになった。1832年に再びトラブルを起こし、再びマクアリー港懲罰収容所(Macquarie Harbour Penal Station)に収監されると、収容所のある島(Sarah Island)で別のアマチュア博物学者のデ・リトル(William de Little)のために、島の周囲で採集された植物標本、鳥類、魚類、海洋生物の水彩画を描いた。風景画も描き、流刑地の施設などの資料として貴重なものとなっている。
1835年6月に刑期修了書（Certificate of freedom）を得て自由な境遇になった。しばらくローンセストンの馬車工場で働いた後、ホバートに移り、1836年に結婚した。静物画を描いて生活したが、飲酒と貧困、他人とのトラブルの連鎖の中に陥り、貧困の中でホバートで死去した。

## 作品

### 油絵など

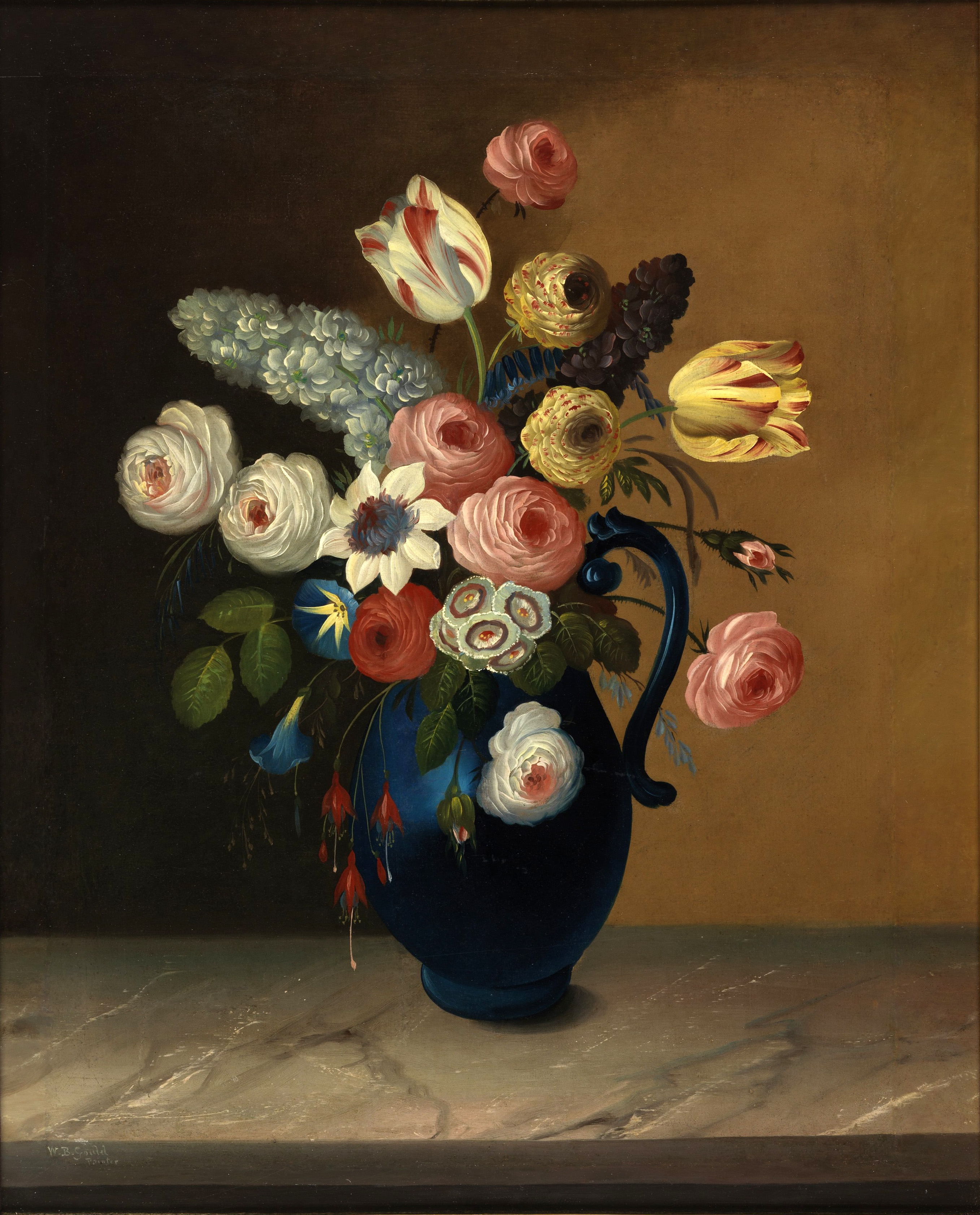
静物画 (c.1840)
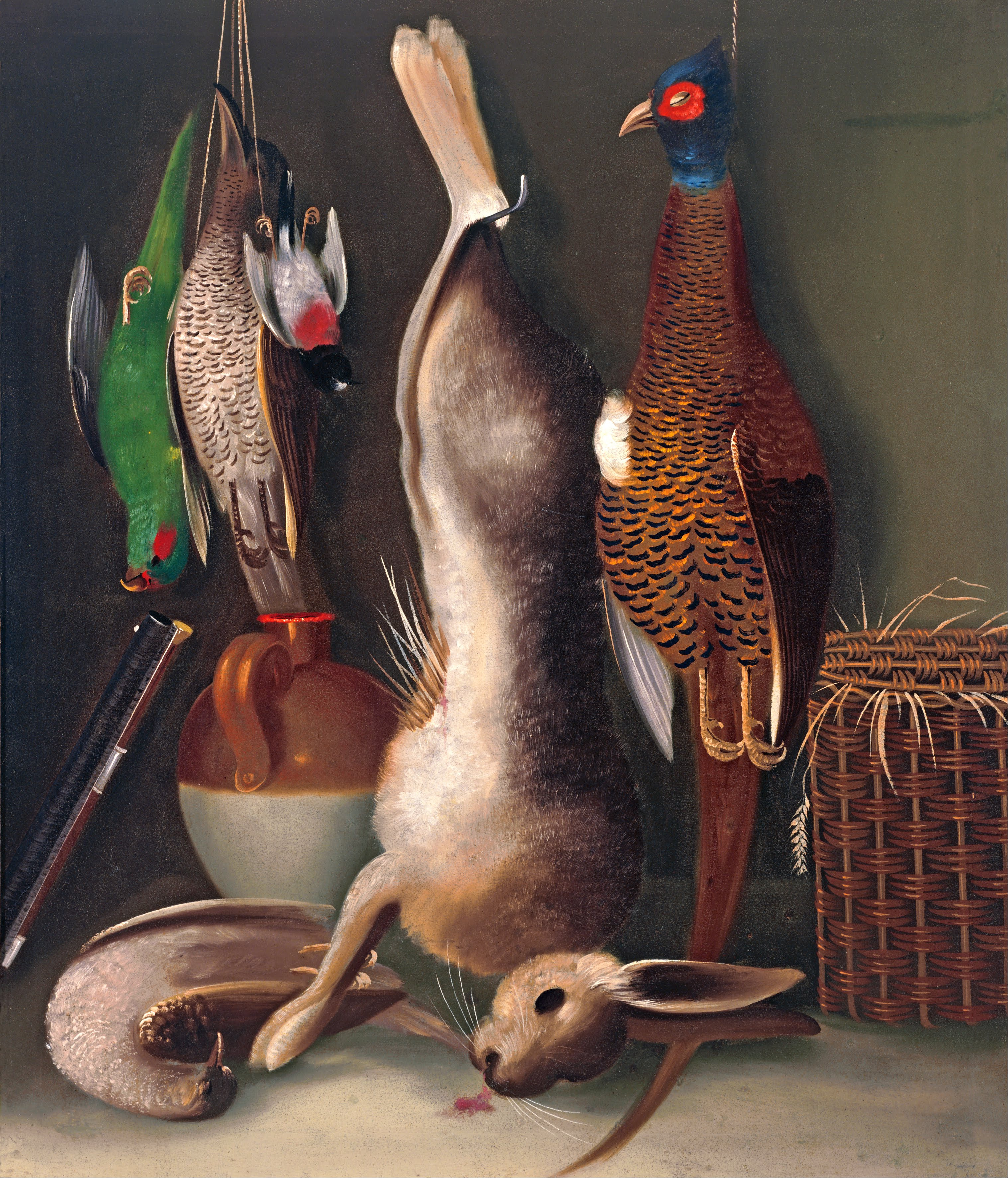
猟の獲物のある静物画 (c.1840)
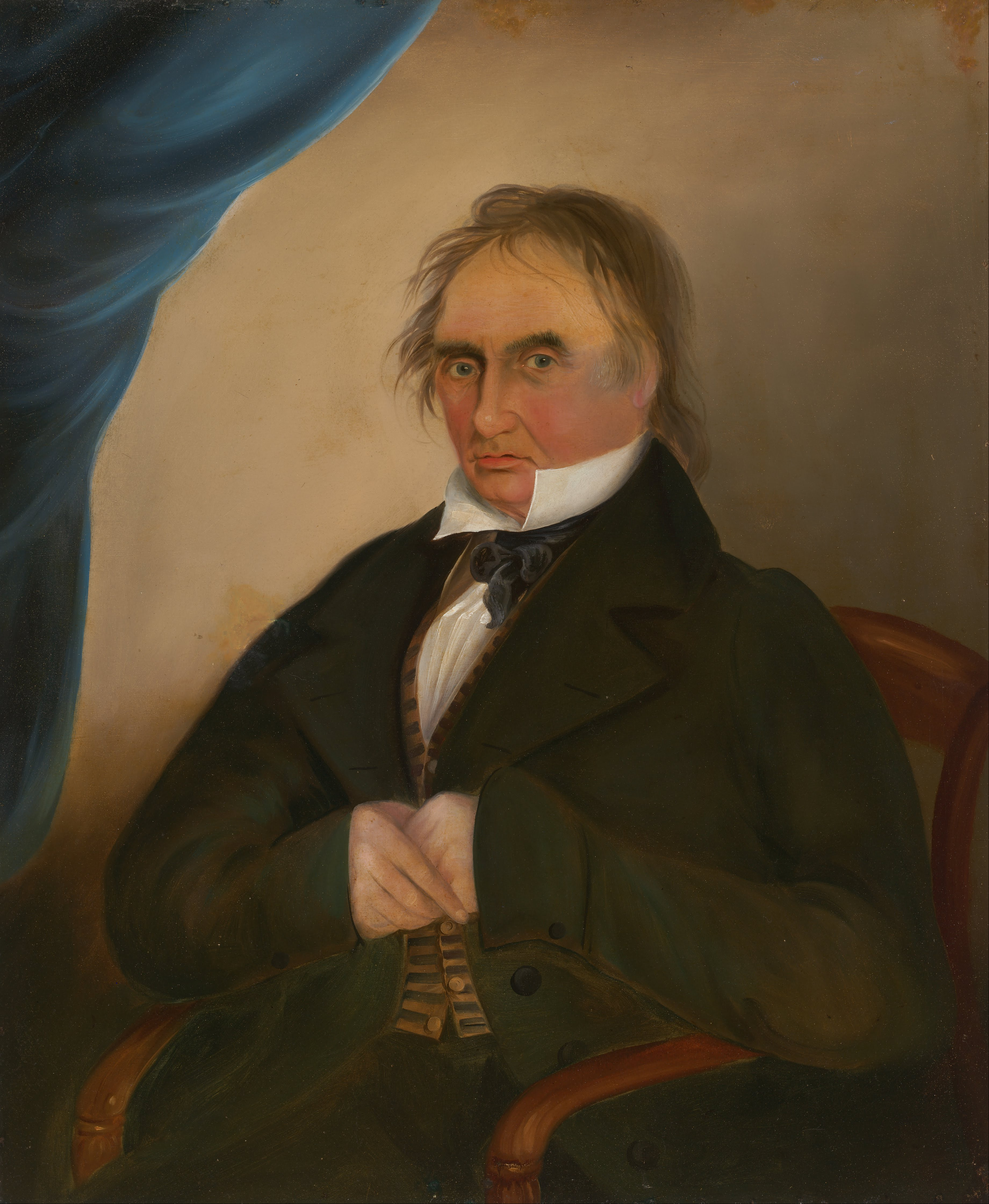
人物画 (1842)
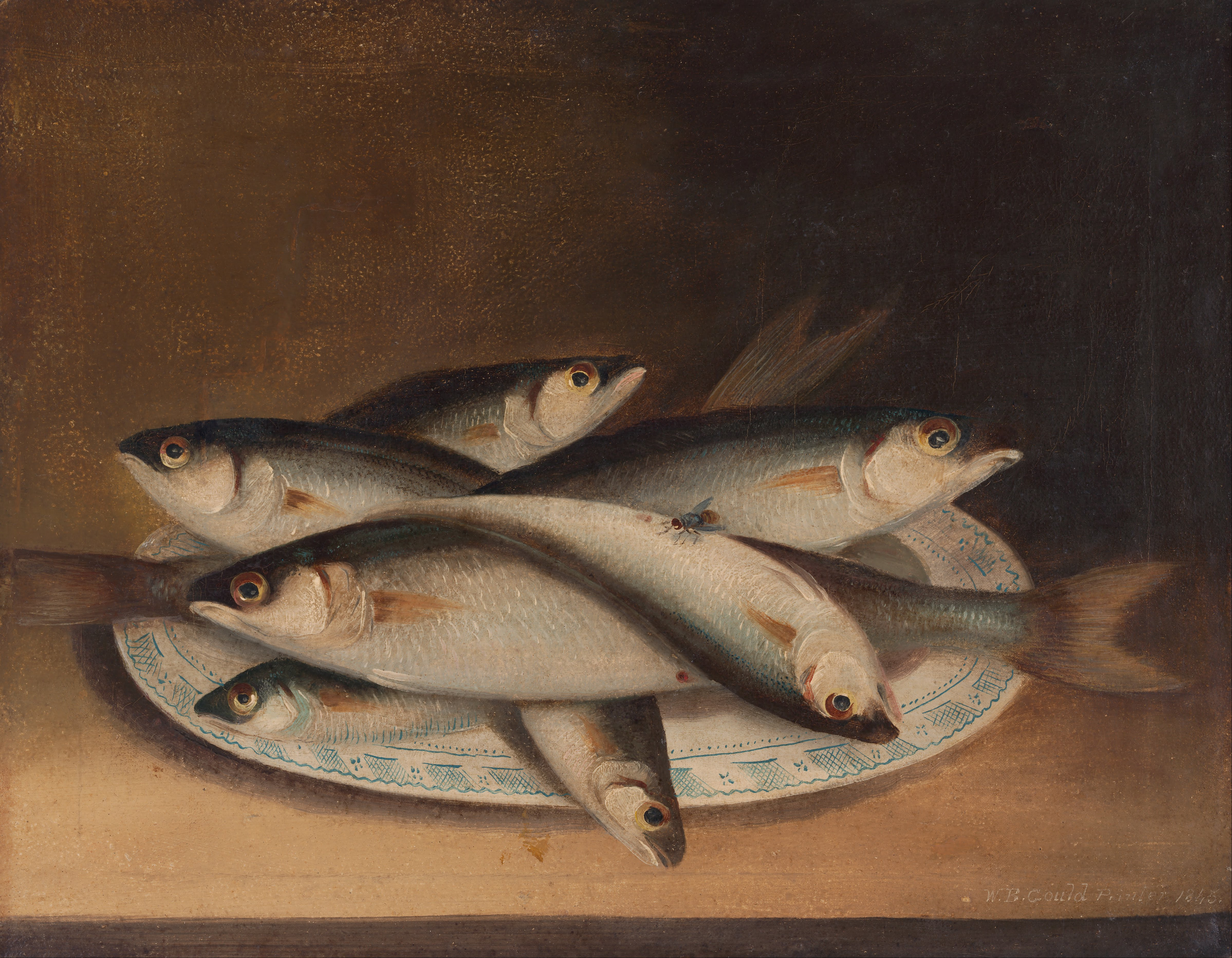
青模様の皿の上の魚(1845)

### 博物画

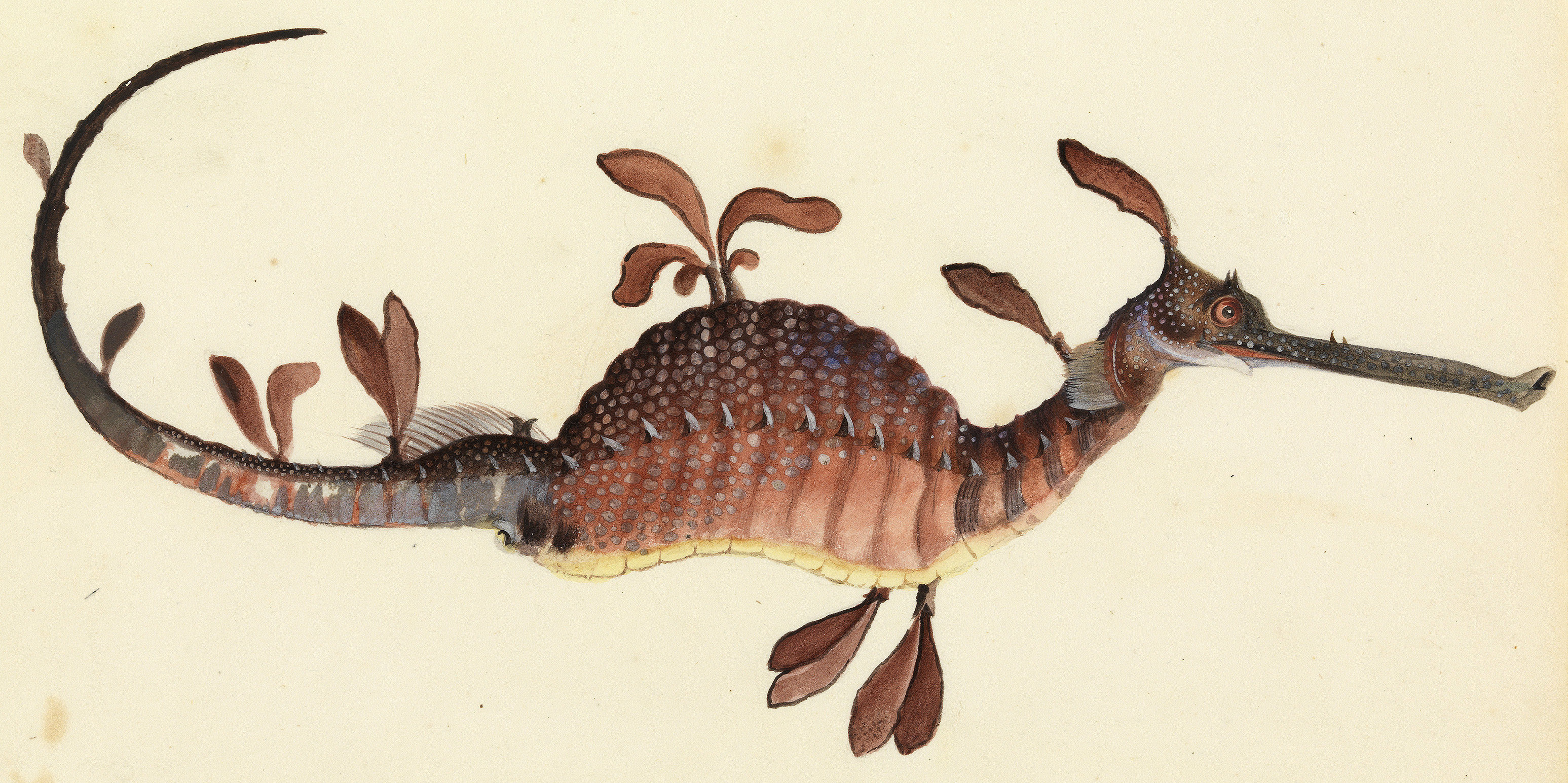
リーフィーシードラゴン
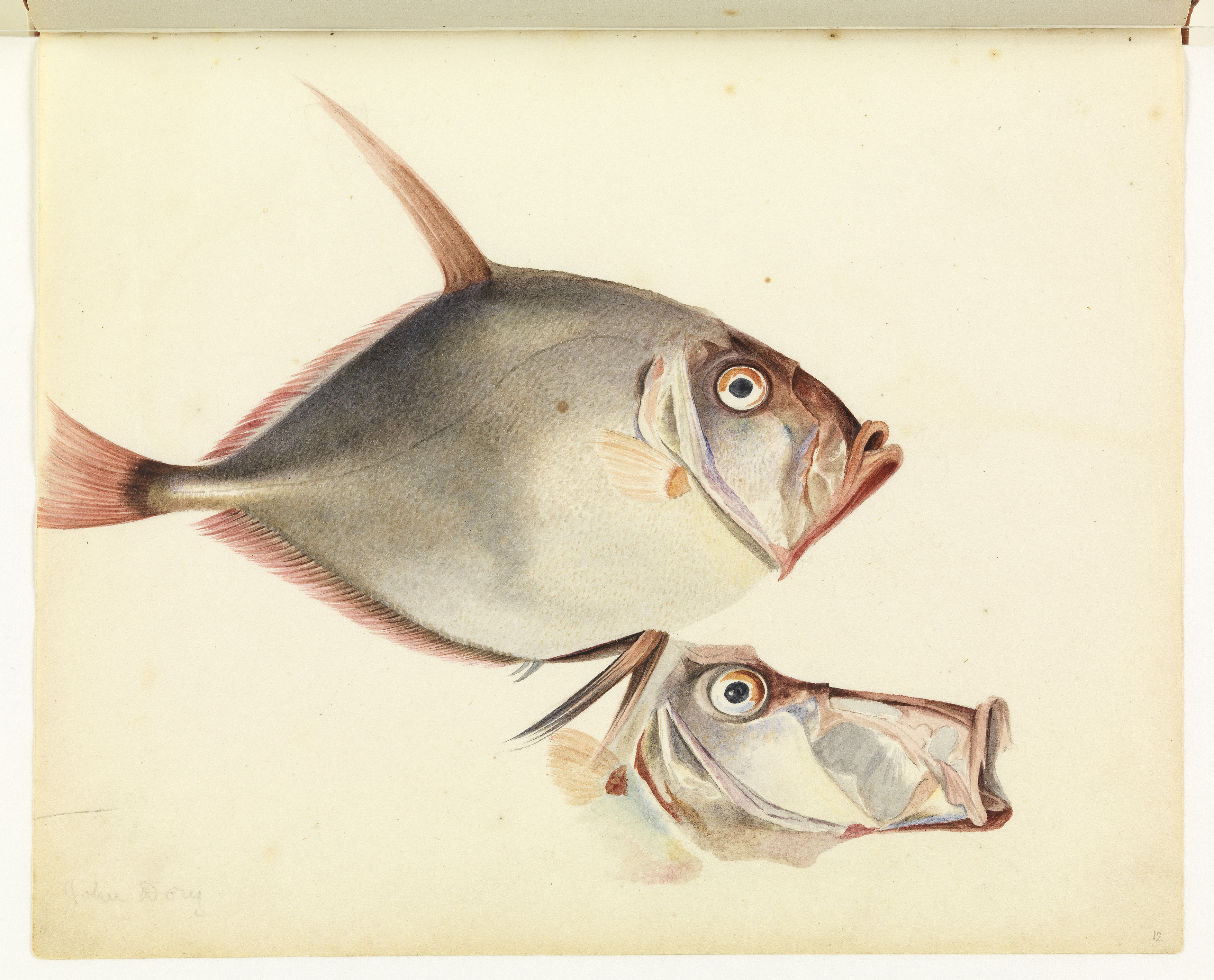
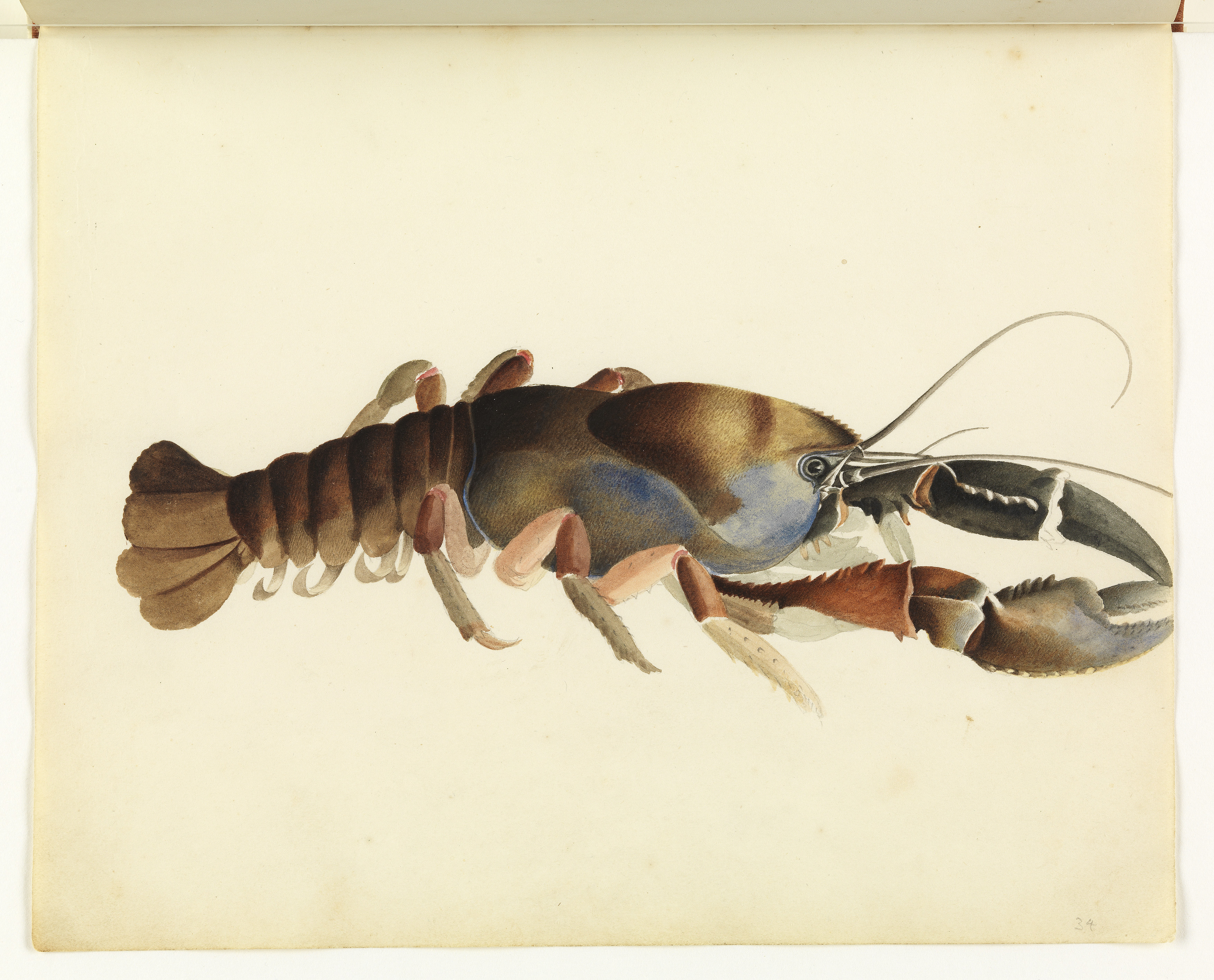
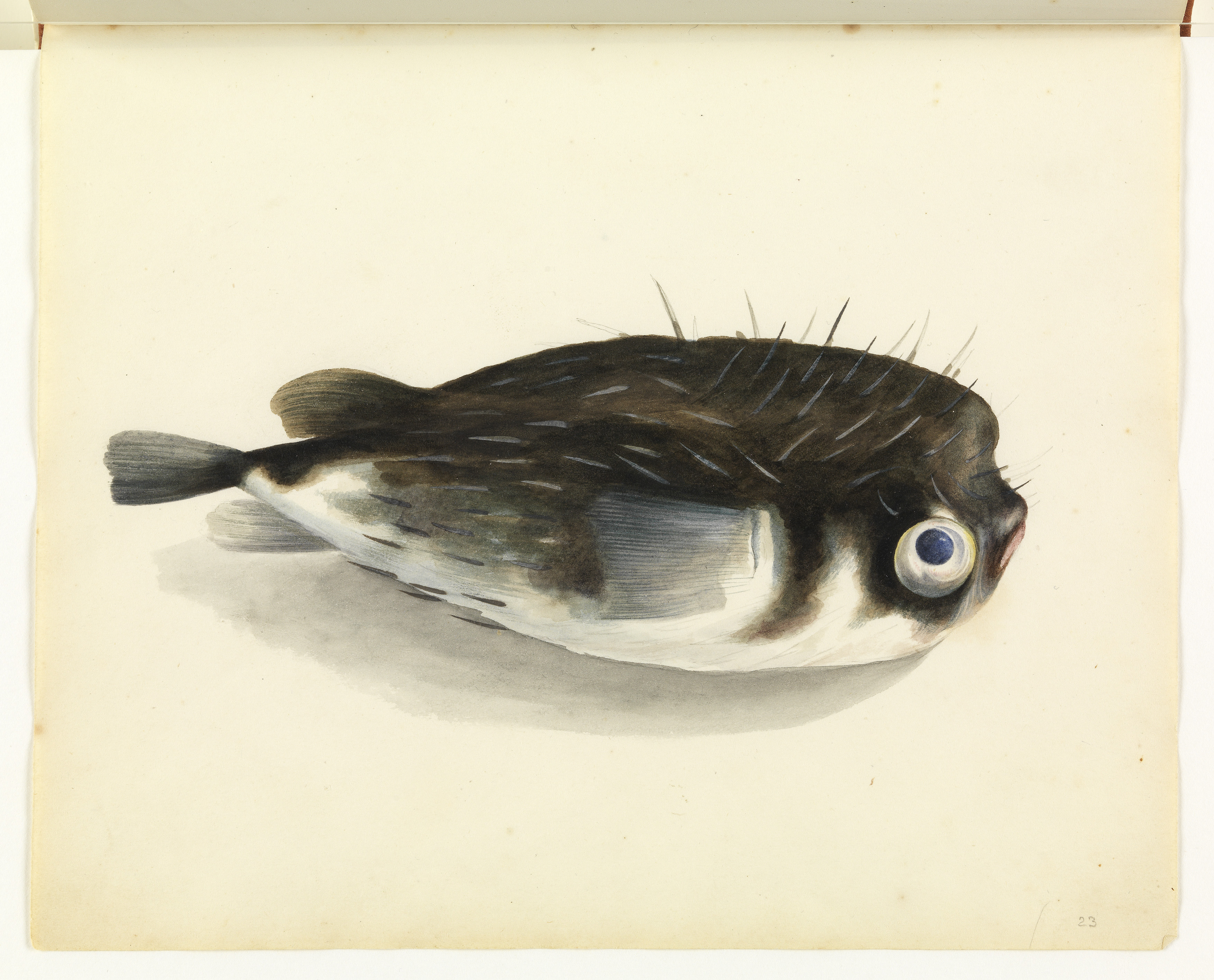